# Opština Prijepolje
Opština Prijepolje (srbsky Општина Пријепоље) je srbská základní jednotka územní samosprávy v jihozápadním Srbsku. V roce 2002 zde žilo 41 188 obyvatel. Opština Prijepolje patří k větším opštinám; spadá pod ní 80 sídel, převážně horských vesnic. Většinu území opštiny představují hory (pohoří Pobijenik, Jadovik). Přes její území také procházejí hlavní silniční tahy ze Srbska do Černé Hory.
Opština Prijepolje se nachází v historickém regionu Sandžak. Obyvatelé opštiny jsou převážně srbské národnosti (56,82 %) a Bosňáci (31,83 %).

## Sídla
V opštině se nachází následující sídla
| - Aljinovići - Balići - Bare - Biskupići - Bjelahova - Brajkovac - Brvine - Brodarevo - Bukovik - Crkveni Toci - Čadinje - Čauševići - Divci - Donje Babine - Donji Stranjani - Drenova - Dušmanići - Džurovo - Đurašići - Gojakovići - Gornje Babine - Gornje Goračiće - Gornji Stranjani - Gostun - Gračanica - Grobnice | - Hisardžik - Hrta - Ivanje - Ivezići - Izbičanj - Jabuka - Junčevići - Kamena Gora - Karaula - Karoševina - Kaćevo - Kašice - Kovačevac - Koprivna - Kosatica - Koševine - Kruševo - Kučin - Lučice - Mataruge - Međani - Mijani - Mijoska - Milakovići - Mileševo - Milošev Do - Miljevići - Mrčkovina - Muškovina | - Oraovac - Orašac - Osoje - Oštra Stijena - Potkrš - Potok - Pravoševo - Pranjci - Prijepolje - Rasno - Ratajska - Sedobro - Seljane - Seljašnica - Skokuće - Slatina - Sopotnica - Taševo |